# Lambda Hydrae
Lambda Hydrae (λ Hya, λ Hydrae) è una stella della costellazione dell'Idra di magnitudine apparente +3,61, distante 112 anni luce dalla Terra.

## Osservazione
λ Hydrae è una stella dell'emisfero australe, ma la sua posizione in prossimità dell'equatore celeste le consente di essere scorta da quasi tutte le regioni della Terra, ad eccezione delle zone più a nord della latitudine 78°N, cioè oltre il circolo polare artico. D'altra parte questa vicinanza all'equatore celeste fa sì che essa sia circumpolare solo nel continente antartico. Essendo di magnitudine +3,61 la si può scorgere anche dai piccoli e medi centri urbani senza difficoltà, sebbene un cielo non eccessivamente inquinato sia maggiormente indicato per la sua individuazione.
Il periodo migliore per la sua osservazione ricade nei mesi primaverili dell'emisfero boreale, che equivale alla stagione autunnale dell'emisfero australe.

## Caratteristiche fisiche
La stella è una gigante arancione di tipo spettrale K0III; la sua massa è del 56% superiore a quella del Sole mentre il raggio è 10 volte quello della nostra stella. Ha una temperatura superficiale di 4800 K ed una luminosità 52 volte quella solare. Oltre a due compagne ottiche di tredicesima e dodicesima magnitudine situate a 51 e 112 secondi d'arco, λ Hydrae è anche una binaria spettroscopica, con una compagna stretta avente un periodo orbitale di 4,34 anni. 